# Neith-hotep
Neith-hotep (ook Neithotep of Hetepu-Neith) was de eerste vroeg-dynastieke Egyptische koningin, bekend uit de 1e dynastie. Zij leefde met aan haar zijde koning (farao) Narmer aan het eind van het 4e millennium v.Chr. Neith-hotep is mogelijk zelfstandig regentes geweest in naam van haar kleinzoon Djer, maar waarschijnlijk had ze geen eigen regeertijd zoals (waarschijnlijk) Merneith of Hatsjepsoet. Zij was de moeder van koning Hor-Aha en stierf onder diens bewindsperiode. Zij werd begraven in Naqada. Waarschijnlijk was ze afkomstig uit deze stad. Haar graf is een groot gebouw uit leemtegels met in de muren verschillende nissen, dat het historisch belang van haar positie aangeeft. Opvolgster als koningin was Berenib en mogelijk ook Chenethapi.

## Naam en identiteit
De naam van Neith-hotep verwijst duidelijk naar de Egyptische godin Neith, die voornamelijk in de eerste helft van de 1e dynastie nog cultische verering kende. Het cultuscentrum van deze godin lag in Saïs.
Behalve van Neith-hotep zijn er op inscripties namen van nog andere, voornamelijk vrouwelijke, personen aangetroffen die met Neith geassocieerd werden zoals die van koningin Meritneith evenals de prinsessen Qa-Neith, Herneith en Aha-Neith.
Archeologische vondsten tonen aan dat Neith-hotep de moeder was van koning Aha, dat zij gedurende de laatste jaren van Narmer koningin werd, en stierf onder Aha's bewind. Aanwijzingen hiervoor zijn zegels uit haar graf, waarop de namen van Narmer en Aha voorkomen. Over de identiteit van mogelijke nakomelingen is niets bekend.

## Mogelijk regentschap
Net als later opvolgende koningin Meritneith zou Neith-hotep eveneens zelfstandig kunnen hebben geregeerd, gezien haar naam op zegels uit het graf van koning Aha, en die van haarzelf in een serech voorkomt. Hij wordt in haar geval niet door een Horusvalk bekroond, maar door de standaarden van de godin Neith. Men neemt aan dat serechs doorgaans enkel aan mannelijke heersers waren voorbehouden. Behalve door de serechs wordt de thesis ook door de ongewone afmetingen van haar graf ondersteund, al heeft men geen stele zoals in het geval van koningin Meritneith gevonden. De thesis van de alleenheerschappij wordt ook niet door iedereen aanvaard.
De Duitse egyptologen Werner Kaiser en Günter Dreyer hebben het vermoeden geuit, dat Neith-hotep mogelijk met het koningschap van Teti I zou overeenkomen, die traditioneel wordt gezien als rechtstreeks Menes opvolgend, de eerste die in de koningslijsten voorkomt. Kaiser en Dreyer vermoeden, dat de koningin als zelfstandige regentes de staatsleiding waarnam voor haar neef Djer, omdat die nog minderjarig en dus te jong voor het koningschap was. Deze veronderstelling wordt gesterkt door de invoeging van de naam „Teti“ in de Turijnse koningslijsten, volgens dewelke Teti I slechts een jaar en 45 dagen regeerde.

## Titels
Neith-hotep droeg de koninginnentitels:
- ‘‘Eerste onder de vrouwen’‘ (khnty)
- ‘‘Gemalin onder de twee vrouwen’‘ (sm3yt-nbty)

## Graftombe
In de zuidelijke wijk van de voor-dynastieke necropool van Naqada bevindt zich een opvallend grote tombe (53 meter op 26), waarvan de vroegere bovenbouw (een mastaba) sterk door erosie aangetast is. Deze tombe werd in 1897 door de Franse archeoloog Jacques Jean Marie de Morgan uitgegraven. Later werd ze door de Duitser Ludwig Borchardt opnieuw onderzocht. Er werden voorwerpen aangetroffen die aan Hor-Aha en voorganger Menes hadden toebehoord.
Op basis van het omstreden ivoorplaket werd de tombe een tijd voor het graf van de legendarische Menes zelf aanzien. De geografische keuze voor de ligging wijst mogelijk op herkomst van Neith-hotep uit het noordelijke Beneden-Egypte, temeer omdat haar naam in die richting wijst. Dat zij in Boven-Egypte werd begraven, zou er kunnen op duiden dat Narmer en Neith-hotep huwden om de eenmaking van Boven- en Beneden-Egypte vast te leggen of althans voor te bereiden